# Gary Keller
Gary J. Keller (Elizabeth, 13 giugno 1944) è un ex cestista statunitense, professionista nella ABA.

## Carriera
È stato selezionato dai Los Angeles Lakers al sesto giro del Draft NBA 1967 (59ª scelta assoluta).